# Galeï Tsahal
Galeï Tsahal, « גלי צה"ל » radio Tsahal ou radio de l'Armée israélienne, également connue sous le nom de Galatz, est une radio nationale israélienne fondée en 1950 et appartenant à l'Armée de défense d'Israël. 

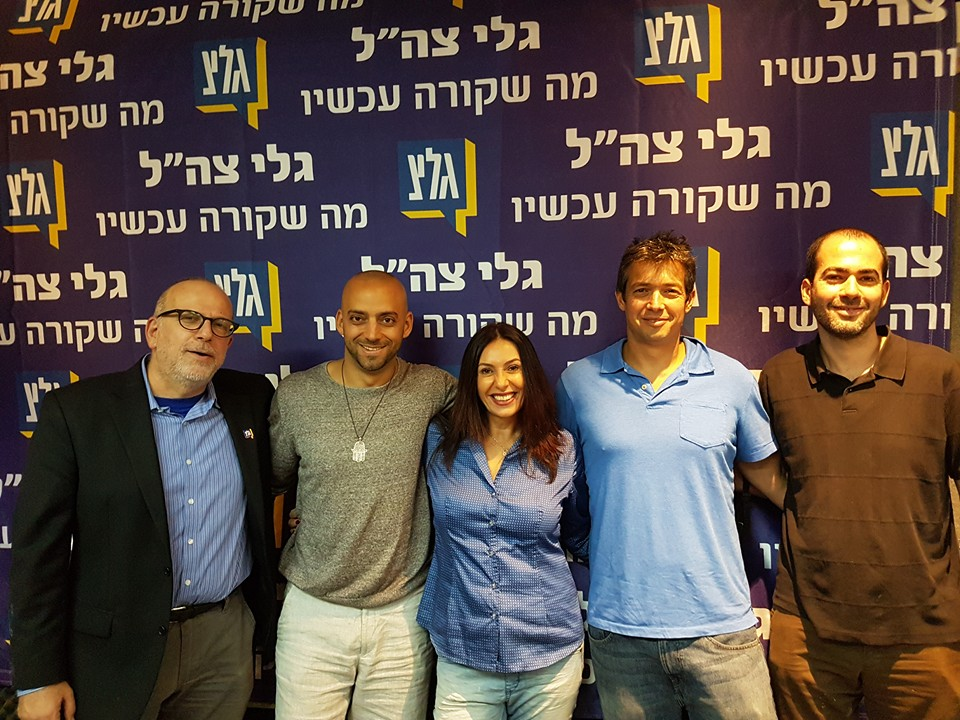
Galei Tzahal Station, 2016Yaron Deckel, Idan Raichel, Miri Regev, Yoaz Hendel, Dr Asael Lubotzky

Elle est animée et gérée par les conscrits du service militaire obligatoire ; elle a révélé un certain nombre de personnalités de la radio et de la télévision en Israël, dont Tal Berman (en), Ya'akov Eilon (en), Ilana Dayan (en), Avri Guilad ou Erez Tal.
Elle possède une autre station, Galgalatz, qui diffuse principalement de la musique.
Al-Monitor (en) la positionne à droite du spectre politique.